# Júlio Dantas

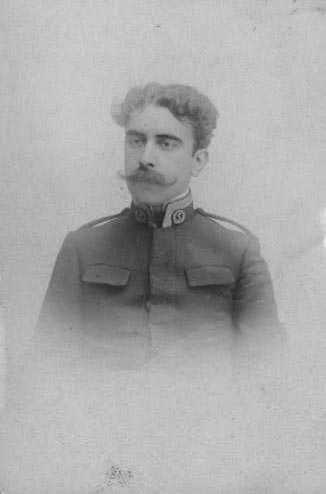
Dr. Júlio Dantas, läkare, författare

Júlio Dantas, född 19 maj 1876, död 25 maj 1962, var en portugisisk läkare och dramatiker.
Dantas första drama O que morreu de amor (1899) vann livligt befall, liksom hans senare dramer A Severa (1901).